# Philogenia polyxena
Philogenia polyxena – gatunek ważki z rodziny Philogeniidae. Występuje na terenie Ameryki Południowej.